# Treffpunkt Flughafen
Treffpunkt Flughafen ist eine Fernsehserie des Fernsehens der DDR aus den Jahren 1985/1986. 

## Hintergründe
Die Serie entstand in Zusammenarbeit mit dem kubanischen Fernsehen ICRT. Acht Folgen lang besteht die Crew einer IL-62 der DDR-Fluggesellschaft Interflug verschiedene Abenteuer und Konflikte bei der Ausübung ihres Berufes. Gedreht wurde die Serie in der DDR, in Vietnam, Angola und in Kuba. Die erste Folge Landeanflug wurde am 23. Februar 1986 im 1. Programm des DDR-Fernsehens gezeigt. Alle weiteren Teile folgten dann im wöchentlichen Rhythmus (sonntags).
Inhaltlich ähnelt Treffpunkt Flughafen der DDR-Serie Zur See. Jene wurde Mitte der 1970er-Jahre produziert und schilderte Geschichten um die Besatzung eines Schiffs der Handelsmarine der DDR. Als Nachfolger kann die Serie Flugstaffel Meinecke um eine Agrarfliegerstaffel gelten.

## Besetzung

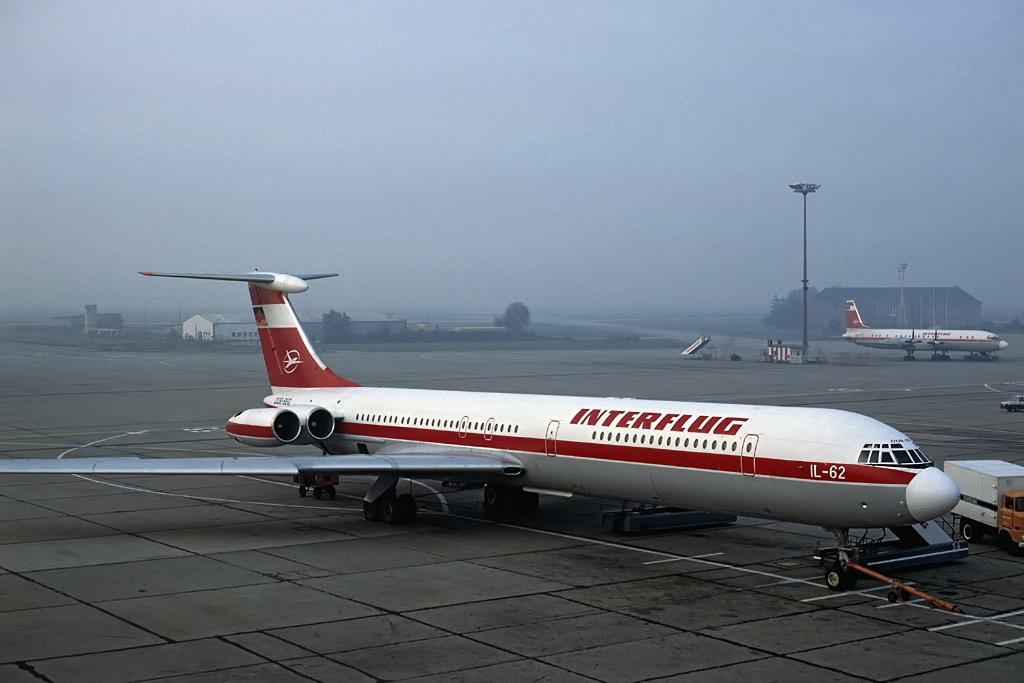
Die IL-62 DDR-SEG aus der Serie

| Darsteller         | Rolle                             | Funktion                                 |
| ------------------ | --------------------------------- | ---------------------------------------- |
| Günter Naumann     | Werner Steinitz                   | Kommandant                               |
| Walter Plathe      | Paul Mittelstedt                  | Copilot                                  |
| Jürgen Zartmann    | Jürgen Graf                       | Navigator                                |
| Günter Schubert    | Karlheinz Adler                   | Bordingenieur                            |
| Regina Beyer       | Karin Mittelstedt, später Gerlach | Chef-Stewardess, Schwester des Copiloten |
| Marijam Agischewa  | Viola Vallentin                   | Stewardess                               |
| Tâm Pham Thi Thanh | Li Tam                            | Stewardess                               |
| Klaus Gehrke       | Leupold                           | Staffelleiter                            |
| Annemone Haase     | Dr. Fronius                       | Fliegerärztin                            |
| Barbara Dittus     | Marion Steinitz                   | Frau des Kommandanten                    |
| Sebastian Nass     | Raimund Bethge                    | Enkel des Kommandanten und seiner Frau   |
| Helga Göring       | Mutter Mittelstedt                | Mutter Mittelstedt                       |
| Jochen Thomas      | Vater Mittelstedt                 | Vater Mittelstedt                        |
| Petra Dobbertin    | Marlies                           | frühere Verlobte des Copiloten           |
| Barbara Schnitzler | Caroline Drechsler                | spätere Freundin des Copiloten           |
| Julia Mosblech     | Jana Becker                       | Tochter von Stewardess Karin             |
| Frank Schenk       | Lutz Becker                       | Ex-Mann von Stewardess Karin             |
| Horst Weinheimer   | Arthur Gerlach                    | späterer Mann von Stewardess Karin       |
| Reinaldo Cruz Vera | Santiago Cordoba                  | kubanischer Pilot                        |
| Gunter Schoß       | Dr. Richter                       | Arzt                                     |
| Renate Geißler     | Charlotte                         | Oberschwester                            |
| Ruth Kommerell     | Frau Lehnert                      | Nachbarin von Stewardess Karin           |
| Stefan Lisewski    | betrunkener Seemann               | Passagier                                |
| Ingeborg Krabbe    | Elvira Kleinschütz                | Passagierin                              |
| Fred Delmare       | Detlev Kleinschütz                | Passagier                                |
| Ulrich Thein       | Peter Fabrici                     | Drogerie-Besitzer                        |
| Nguyen Thuy Chinh  | Hanh                              | Verlobter von Stewardess Li              |
| Hoàng Yên          | Vater von Stewardess Li           | Vater von Stewardess Li                  |
| Trinh Thinh        | Mutter von Stewardess Li          | Mutter von Stewardess Li                 |
| Vân Anh            | Hotelangestellte                  | Hotelangestellte                         |
| Ostara Körner      | Ältere Lehrerin                   | Ältere Lehrerin                          |
| Jorge Villazon     | Luis Castillo                     | verletzter Nikaraguaner                  |
| Agustin Benitez    | Oswaldo                           | verletzter Nikaraguaner                  |

## Episodenliste
Regie führte Manfred Mosblech, das Drehbuch stammt von Gert Billing und Manfred Mosblech.
| Nr. | Originaltitel                             | Erstausstrahlung DDR | Handlungsorte                    | Länge  |
| --- | ----------------------------------------- | -------------------- | -------------------------------- | ------ |
| 1 | Landeanflug                               | 23. Feb. 1986        | Ost-Berlin, Moskau, südliche DDR | 61 min |
| Die Besatzung besucht einen befreundeten ehemaligen sowjetischen Ausbilder in seinem Haus auf dem Land nahe Moskau. Dessen Schwester verhält sich gegenüber den deutschen Gästen reserviert. Es stellt sich heraus, dass sie nicht mehr spricht, seitdem die Deutschen im Zweiten Weltkrieg ihren Mann getötet haben. Paul Mittelstedt muss eine letzte Prüfung ablegen, um seine Pilotenlizenz zu erhalten. Weil sich seine Verlobte von ihm getrennt hat, ist er unkonzentriert und muss beim Landeanflug nochmals durchstarten. Kommandant Werner Steinitz fordert daraufhin eine Wiederholung der Prüfung. Paul ist sauer und kündigt Werner die Freundschaft auf. Erst nach einem Brief des befreundeten sowjetischen Ausbilders erkennt Paul sein Fehlverhalten an und entschuldigt sich. |                                           |                      |                                  |        |
| 2 | Heißer Tag in Cojimar                     | 2. März 1986         | Havanna                          | 61 min |
| Pauls kubanischer Freund Santiago Cordoba, der mit ihm die Fliegerschule in Leningrad besucht hat, lädt Paul und dessen Kollegen zu sich nach Kuba ein. Aufgrund eines Blitzeinschlags am Flugzeug sind alle mit Reparaturen beschäftigt. Santiago kann wegen eines Zyklons auch nicht rechtzeitig nach Kuba kommen. Deshalb fährt Paul allein zu Santiagos Eltern nach Cojimar. Er lernt Santiagos Freundin Paolina kennen, verbringt Zeit mit ihr und verliebt sich in sie. Als Santiago nach seiner Rückkehr davon erfährt, reagiert er eifersüchtig und macht Paul heftige Vorwürfe. Dennoch macht er mit ihm einen Ausritt zu Pferd und nimmt ihn mit zum Fischfang. Als Paul dabei ins Wasser fällt, kann er nur knapp vor einem Hai gerettet werden. Nach erfolgreicher Reparatur des Flugzeugs fährt Paul wieder zurück zum Flugplatz. Beim Abschied rät er Santiago zur baldigen Hochzeit mit Paolina. |                                           |                      |                                  |        |
| 3 | Mayday, Mayday                            | 9. März 1986         | Mununga 1                        | 61 min |
| Bei einem Solidaritätsflug nach Angola wird durch Vogelschlag eine Frontscheibe zerstört. Das Flugzeug muss auf auf dem afrikanischen Flughafen Mununga notlanden. Das Land, in dem der Flughafen liegt, hat gerade erst seine Unabhängigkeit errungen und muss mühsam wirtschaftliche Grundlagen aufbauen. Die Flughafengebühren sind überdurchschnittlich hoch. Während Paul dagegen protestiert, reagiert Kommandant Steinitz diplomatischer. Es gelingt ihm, zum Flughafenarzt Dr. Shari und zu den örtlichen Polizisten, die sich zunächst noch Bestechungsgeld erhoffen, freundschaftliche Beziehungen aufzubauen. Zwei weiße Waffenhändler, die ebenfalls ihr Flugzeug reparieren, und von denen einer im Vietnamkrieg auf Seiten der Amerikaner dabei war, wollen das für Angola bestimmte Morphium stehlen, um sich einen Zusatzverdienst zu sichern. Paul, der im Flugzeug übernachtet, wird von ihnen zusammengeschlagen. Der wachsame Dr. Shari verständigt die Flughafenpolizei, welche den Diebstahl verhindert. |                                           |                      |                                  |        |
| 4 | Das Lächeln einer Stewardess              | 16. März 1986        | Havanna, Leningrad               | 65 min |
| Die Chef-Stewardess Karin Mittelstedt hat sich vor einiger Zeit von ihrem Mann Lutz Becker scheiden lassen, weil er fremd ging. Sie lebt allein mit ihrer Tochter Jana. Wenn sie dienstlich unterwegs ist, kümmert sich ihre Nachbarin Frau Lehnert um Jana. Karins Ex-Mann, dem sie immer noch Sympathie entgegenbringt, möchte wieder mit ihr und Jana zusammenleben. Auch ihr Bruder Paul und Frau Lehnert raten ihr dazu, doch beide können Karin nicht überzeugen. Auf einem Flug nach Havanna lernt sie den Zoologen Arthur Gerlach kennen, der sich um sie bemüht und mit ansehen muss, wie ein betrunkener Seemann aufdringlich wird. Auch unterwegs nach Moskau trifft sie Arthur wieder, wo sie sich mit der streitsüchtigen Elvira Kleinschütz auseinandersetzen muss, die von ihrem sanftmütigen Mann Detlev nicht zu bremsen ist. Als bei der Ankunft in Berlin eine Schlange im Passagierraum auftaucht, wird der Zoologe gerufen, der die Python mit erfahrener Hand sichert. Zoologe und Stewardess werden von der Volkspolizei nach Hause gefahren, wo sie vor der Haustür gemeinsam im Regen tanzen.                                                              |                                           |                      |                                  |        |
| 5 | Italienisches Zimmer – afrikanische Nacht | 23. März 1986        | Angola, Warnemünde               | 69 min |
| Kommandant Werner Steinitz hat seiner Frau Marion zu ihrem Geburtstag einen gemeinsamen Urlaub im "Italienischen Zimmer" des Rostocker Hotels Neptun versprochen. Doch wegen Personalknappheit muss er für einen Flug nach Angola einspringen. Er hofft, seiner Frau mit einem halben Tag Verspätung nachreisen zu können. Doch dies misslingt, da er verspricht, auf den Rückflug nach Berlin die Mitglieder einer FDJ-Jugendbrigade mitzunehmen, die wegen eines liegengebliebenen LKW verspätet am Flughafen eintreffen. Außerdem beschädigt ein rangierender LKW das Flugzeug, dessen Reparatur mehrere Tage dauert. Stewardess Viola Valentin ist in Werner "verschossen" und versucht ihn zu verführen, allerdings ohne Erfolg. Währenddessen lernt Marion in Rostock den Drogerie-Besitzer Peter Fabrici kennen, der sich um sie bemüht, ihr zum Geburtstag Rosen schenkt und sogar einen Heiratsantrag macht, den sie jedoch ablehnt. Nach Werners Rückkehr nach Berlin verspricht er seiner Frau, sich zukünftig mehr Zeit für sie zu nehmen. |                                           |                      |                                  |        |
| 6 | Eine Lektion für Paul                     | 30. März 1986        | Vietnam, südliche DDR 2          | 72 min |
| Bei einem Aufenthalt in Hanoi werden Paul und Kalle von Li zu ihren Eltern eingeladen. Li vertraut ihren Kollegen an, dass ihr Verlobter Hanh aus Eifersucht von ihr verlangt, ihre Stewardess-Ausbildung abzubrechen. Bei einem Englisch-Auffrischungskurs lernt Paul die Englisch-Lehrerin Caroline Drechsler kennen und verliebt sich in sie. Karin Mittelstedt und Arthur Werner haben inzwischen geheiratet und machen eine Hochzeitsreise, während Paul mit Jana bei seinen Eltern Urlaub macht. Bei einem Besuch im benachbarten Interflug-Ausbildungzentrum wird Paul von Caroline beleidigt, weil sie ihn als einen Frauenheld ansieht, der sich lieber mit seinen Stewardessen vergnügen soll. Paul ist tief getroffen, doch sie erkennt ihren Fehler und entschuldigt sich kurz darauf. Schließlich bietet sie ihm sogar ihre Freundschaft an, was Paul schwerfällt, da er sich mehr versprochen hat. Er lässt sich jedoch darauf ein. Bei einem erneuten Hanoi-Aufenthalt trifft er sich mit Hanh. Als er ihn wegen dessen Verhaltens gegenüber Li zu einem Esel erklärt, bricht Hanh das Gespräch ab. Dennoch schreibt er an Li einen Brief mit einer Liebeserklärung. |                                           |                      |                                  |        |
| 7 | Das Tor in den Wolken                     | 6. Apr. 1986         | Managua                          | 60 min |
| Während einer Landung in Managua erfährt Jürgen, dass er Vater geworden ist. Während des Besuchs der Besatzung in einem Lazarett, in dem Dr. Richter und Oberschwester Charlotte aus der DDR helfen, erfolgt ein Angriff der Contras, den die Gäste jedoch unverletzt überstehen. Eine große Anzahl der Schwerverletzten wird mit dem Flugzeug in die DDR gebracht, wo sie im Krankenhaus Berlin-Buch behandelt werden sollen, darunter Luis Castillo und Oswaldo. Letzterer gerät während des Flugs in einen kritischen Zustand und bedarf dringend einer Operation. Die Maschine wird jedoch von der US-Luftüberwachung wegen einer militärischen Luftraumsperrung umgeleitet, was mehr Treibstoff und mehrere Stunden zusätzliche Flugzeit benötigt. Zusätzlich liegen mehrere Gewitter auf der Flugroute. Die Besatzung findet ein Loch zwischen den Gewitterfronten und fliegt trotz des Risikos hindurch. Die Abkürzung gelingt, Oswaldo kann operiert werden und überlebt. |                                           |                      |                                  |        |
| 8 | Ein neuer Start                           | 13. Apr. 1986        | Ost-Berlin                       | 75 min |
| Am Heiligen Abend, nachdem Paul erfahren hat, dass er die Ausbildung zum Kommandanten beginnen darf, kommt es zu einem schweren Zusammenstoß seines Autos mit dem eines betrunkenen Autofahrers. Seine Beine sind gebrochen und müssen operiert werden. Der behandelnde Arzt Dr. Richter kann ihm nicht versprechen, dass er irgendwann wieder fliegen kann. Aus Liebe trennt Paul sich von seiner Freundin Caroline, um sie nicht zu belasten. Doch als er erkennt, dass er die Krise allein nicht durchstehen kann, bittet er sie um Unterstützung und beide finden wieder zusammen. Unter großen Anstrengungen schafft es Paul, erneut den Flugtest zu bestehen. |                                           |                      |                                  |        |